# Straße der deutschen Sprache

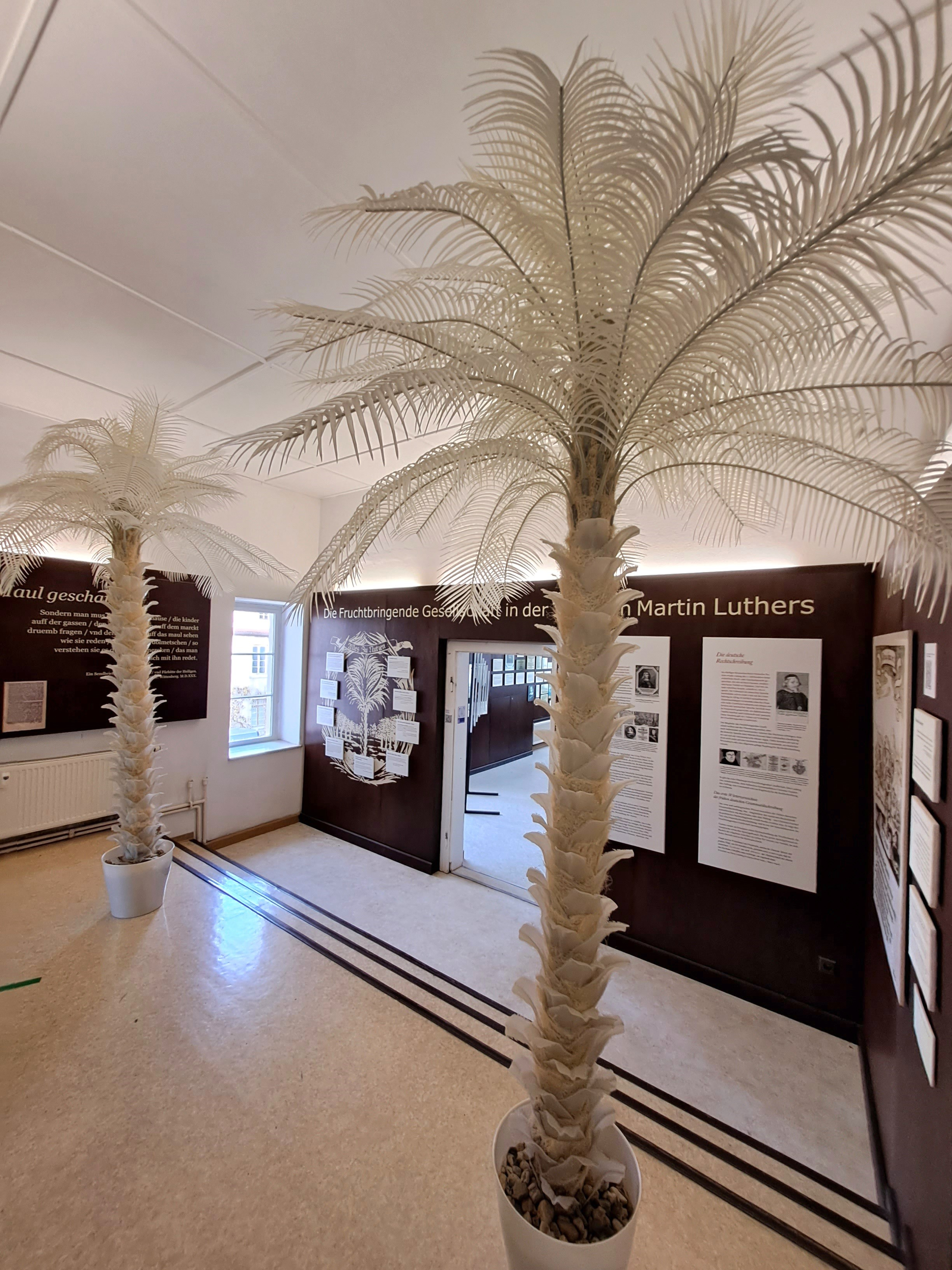
Erlebniswelt Deutsche Sprache, Köthen

De Straße der deutschen Sprache is een toeristische autoroute in Saksen, Saksen-Anhalt, Thüringen en Beieren), Duitsland. De 1300 kilometer lange route werd gecreëerd in 2013. Ze loopt langs plekken die van belang zijn voor het Duits. Ze loopt in een lus om Leipzig, Maagdenburg, Dresden en Neurenberg en loopt door onder andere Meissen, Weimar, Lutherstadt Wittenberg. De route start in Köthen, waar in het slot in 2013 de tentoonstelling Erlebniswelt Deutsche Sprache werd geopend.